# Dryadosaura nordestina
Dryadosaura nordestina is een hagedis uit de familie Gymnophthalmidae.

## Naamgeving
Dryadosaura nordestina werd voor het eerst wetenschappelijk beschreven door Miguel Trefaut Rodrigues, Eliza Maria Xavier Freire, Katia Cristina Machado Pellegrino en Jack Walter Sites Jr. in 2005. Het is de enige soort uit het monotypische geslacht Dryadosaura.

## Uiterlijke kenmerken
De lichaamskleur is donkerbruin, de buikzijde is lichter. Deze kleine hagedis heeft een brede maar korte kop, in de nek is een halsplooi aanwezig. De ooropening is zichtbaar, de ogen hebben duidelijke oogleden. De poten dragen vijf vingers en tenen. De mannetjes hebben femorale poriën die bij de vrouwtjes ontbreken.

## Verspreiding en habitat
De soort komt endemisch voor in Brazilië en is aangetroffen in de staten Paraíba, Bahia en Pernambuco. De hagedis jaagt actief op prooidiertjes die op de bodem leven. Op het menu staan voornamelijk insectenlarven, mieren en slakken.